# Carl Friedrich von Weizsäcker
Carl Friedrich Freiherr von Weizsäcker (Kiel, 28 juni 1912 – Starnberg, 28 april 2007) was een Duits natuurkundige en filosoof. Hij was een zoon van Ernst von Weizsäcker, staatssecretaris van Buitenlandse Zaken onder Hitler, en een broer van de Duitse Bondspresident Richard von Weizsäcker.

## Levensloop
Von Weizäcker studeerde van 1929 tot 1933 natuurkunde, wiskunde en astronomie met en onder Werner Heisenberg en Niels Bohr. Tijdens de Tweede Wereldoorlog werkte hij mee aan het Duitse atoomprogramma dat tot doel had om energie op te wekken en een atoombom te ontwikkelen. 
Na afloop van de oorlog werd hij, samen met de andere wetenschappers uit dit programma, gearresteerd en geïnterneerd in Farm Hall in Engeland. Von Weizsäcker stelde altijd dat hij en de betrokken wetenschappers afgesproken hadden dat nazi-Duitsland nooit een atoombom zou krijgen, een bewering waaraan sommige historici twijfelen.
In 1946 keerde hij terug in Duitsland en was hij samen met filosoof Jürgen Habermas onder andere werkzaam als docent filosofie aan de Universiteit Hamburg en als onderzoeker en directeur bij de instituten van het Max-Planck-Gesellschaft. De dreiging van een atoomoorlog, de noord-zuid tegenstelling en milieuvraagstukken stonden centraal in deze instelling. Carl Friedrich was na de oorlog aanhanger van het pacifisme.
Von Weizsäcker gold als de laatste Duitse "homo universalis", zowel onderlegd in fundamentele kwesties van de kwantumfysica als in de (natuur)filosofie.
In 1979 vroeg voormalig bondskanselier Willy Brandt hem om zich kandidaat te stellen voor het ambt van bondspresident. Hij zag van deze functie af. Zijn broer Richard daarentegen bekleedde dit ambt van 1984 tot 1994.
Carl Friedrich von Weizsäcker overleed op 94-jarige leeftijd.
- Bibsys: 90062290
- Biblioteca Nacional de Chile: 000077794
- Biblioteca Nacional de España: XX1047981
- Bibliothèque nationale de France: cb11929048f (data)
- Catàleg d'autoritats de noms i títols de Catalunya: 981058521268606706
- CiNii: DA00798856
- Digitale Bibliotheek voor de Nederlandse Letteren: weiz001
- Gemeinsame Normdatei: 118630717
- International Standard Name Identifier: 0000 0001 0913 5145
- Library of Congress Control Number: n79097438
- Nationale Bibliotheek van Letland: 000211813
- MusicBrainz: 7cdfc397-6965-4d6f-95e5-43bb3a25d782
- Mathematics Genealogy Project: 172852
- Bibliotheek van het Japanse parlement: 00460543
- Nationale Bibliotheek van Tsjechië: jn19990009036
- Nationale bibliotheek van Australië: 35598708
- Nationale Bibliotheek van Israël: 987007269736305171
- Nationale Bibliotheek van Polen: a0000001812937
- Nationale en Universitaire bibliotheek Zagreb: 000132632
- Nederlandse Thesaurus van Auteursnamen: 068304943
- Réseau des bibliothèques de Suisse occidentale: 02-A003966272
- SNAC: w6z89gt7
- Système universitaire de documentation: 027195058
- Trove: 1009693
- Virtual International Authority File: 71399085
- WorldCat: E39PBJmP8fMy7hf8PfmTQTJJjC